# Babbar Patera
Babbar Patera est une patera (c'est-à-dire une caldeira volcanique), ou un cratère complexe avec bords festonnés, observée sur le satellite Io de la planète Jupiter. Elle est d'environ 86 km de diamètre et est située par 39,8° S et 272° W. Elle est nommée d'après le dieu soleil sumérien, et son nom a été approuvé par l'UAI en 1979,.
Certains escarpements près de Babbar Patera pourraient être des failles géologiques.
Lyrcea Planum se situe au sud, à proximité immédiate de Babbar Patera, puis plus loin au sud se trouve Svarog Patera, et Egypt Mons plus à l'est.